# Stenoporpia elena
Stenoporpia elena là một loài bướm đêm trong họ Geometridae.